# 촉매 삼잔기

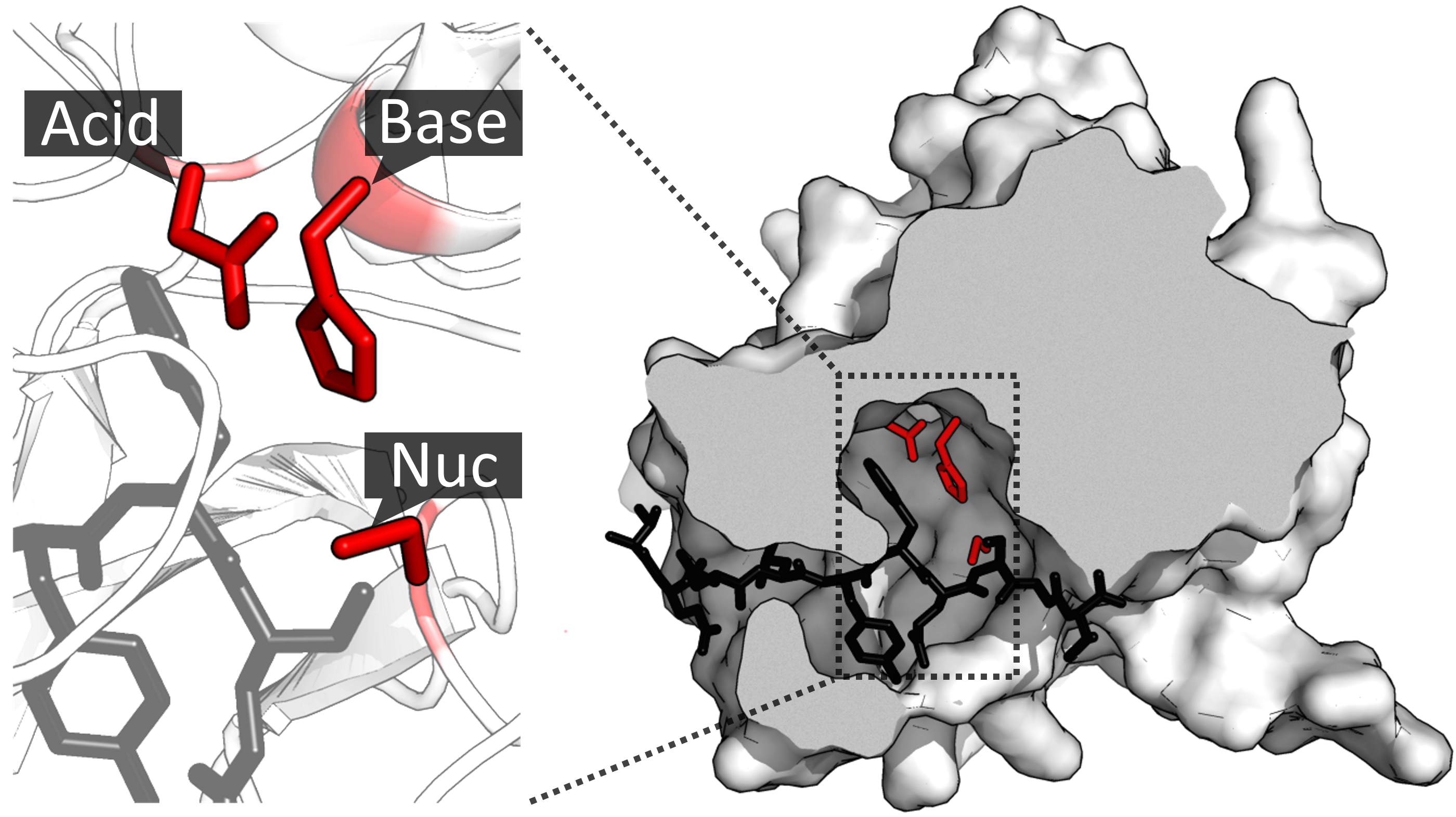
TEV 단백질가수분해효소는 활성 부위에 촉매 삼잔기(빨간색)를 포함하고 있다. 이들 3개의 잔기는 아스파르트산(산), 히스티딘(염기), 세린(친핵체)로 구성된다. 기질(검은색)은 결합 부위에 결합되어 3개의 잔기 옆에 위치하게 된다.

촉매 삼잔기(觸媒三殘基, 영어: catalytic triad)는 일부 효소의 활성 부위에서 발견할 수 있는 3개의 배위 아미노산들의 세트이다. 촉매 삼잔기는 가수분해효소(예: 단백질가수분해효소, 아마이드가수분해효소, 에스터가수분해효소, 아실레이스, 지질가수분해효소, β-락타메이스) 및 전이효소에서 가장 일반적으로 발견된다. 산-염기-친핵체 삼잔기는 공유결합성 촉매작용을 위한 친핵성 잔기를 생성하기 위한 일반적인 모티프이다. 잔기는 전하 릴레이 네트워크를 형성하여 친핵체를 분극화하고 활성화시켜 기질을 공격하여 공유결합성 중간생성물을 형성하고 가수분해되어 생성물을 방출하고 유리 효소를 재생한다. 여기서 친핵체는 가장 일반적으로 아미노산인 세린 또는 시스테인이지만 때때로 트레오닌 또는 셀레노시스테인일 수도 있다. 효소의 3차 구조는 단백질 1차 구조의 서열상 멀리 떨어져 위치할 수 있음에도 불구하고 정확한 방향으로 3개의 잔기가 위치한다.

## 같이 보기
- 활성 부위
- 잔기